# Барацина II (Лоди)
Барацина II је насеље у Италији у округу Лоди, региону Ломбардија.
Према процени из 2011. у насељу је живело 51 становника. Насеље се налази на надморској висини од 65 м.